# 나카무라 시칸 (8대)
8대 나카무라 시칸(일본어: 八代目 中村 芝翫 하치다이메 나카무라 시칸[*], 1965년 8월 31일 ~ )은 일본의 가부키 배우, 배우이다. 가몬은 기온노카미. 본명은 나카무라 코지(일본어: 中村 幸二)이며 시칸 이전의 이름은 3대 나카무라 하시노스케(일본어: 三代目 中村 橋之助 산다이메 나카무라 하시노스케[*])를 사용하였다.

## 같이 보기
- 나카무라 시칸
- 나카무라 하시노스케